# Mobilizon
Mobilizon ist eine Open-Source-Software für Veranstaltungsplanung und Gruppenmanagement, die im Oktober 2020 von Framasoft veröffentlicht wurde, um eine kostenlose Alternative zu den Plattformen von GAFAM (Facebook, Meetup.com, EventBrite) anzubieten. Mobilizon erlangte relativ schnell große Sichtbarkeit in Hackerkreisen, bald aber auch in der Kulturszene Europas und neuerdings auch in den Mainstream-IT-Medien.

## Wie es funktioniert
Die von Mobilizon zum Zeitpunkt des Beta-Starts im Oktober 2019 angebotenen Funktionen waren:
- Erstellung von Konten durch eine E-Mail-Adresse und Passwort
- Benachrichtigungen per E-Mail
- mehrere Identitäten auf demselben Konto (erstellen und verwalten)
- Ereignisse erstellen, ändern oder löschen
  - von der Identität, die zum Erstellen der Veranstaltung verwendet wurde
  - mit der Möglichkeit, Ereignisse im Entwurfsmodus zu erstellen, beizubehalten, zu ändern (und zu löschen)
  - mit der Möglichkeit, Teilnahmeanfragen manuell zu validieren (oder abzulehnen)
  - Ereignisse können dann problemlos in Netzwerken oder per E-Mail geteilt werden
  - Ereignisse können zu einem Kalender hinzugefügt werden

- für eine Veranstaltung anmelden, indem einer der Identitäten ausgewählt wird
- problematische Inhalte dem Moderator des Forums melden
- Moderatoren haben die Möglichkeit Meldungen über problematische Inhalte zu verwalten

Einige Instanzen zielen auf spezifische kulturelle und soziale Einflussnahme mit der Unterstützung mehrsprachiger Gemeinschaften ab, wie die Schweizer Instanz, die Deutsch, Französisch, Englisch, Schweizer Hochdeutsch und Italienisch unterstützt.

## Geschichte
Am 14. Mai 2019 startete der französische Verein Framasoft eine Crowdfunding-Kampagne, um einerseits das Interesse der Community an dem Projekt zu prüfen und andererseits die Finanzierung selbst sicherzustellen. Am Ende der Aktion, am 10. Juli 2019, wurde das Spendenziel mit mehr als 58.000 Euro erreicht.
Am 15. Oktober 2019 wurde eine Testplattform online gestellt, um den Unterstützern des Projekts die Möglichkeit zu geben, das Tool kennenzulernen und erste Eindrücke von der breiten Öffentlichkeit zu erhalten.
Die erste Version war für das erste Halbjahr 2020 geplant. Am 22. Juni 2020, als die Beta3 veröffentlicht wird, wurde die Veröffentlichung der ersten Version auf Herbst 2020 verschoben. Am 27. Oktober 2020 wurde die erste Version offiziell veröffentlicht.
Im Jahr 2021 gab es 81 Mobilizon-Instanzen in Frankreich und im Ausland. Die wichtigsten in Bezug auf die Nutzerzahlen sind Mobilizon.fr, Mobilizon.picasoft.net, Mobilize.berlin, Mobilizon.it und Keskonfai.fr.

## Technologien
Die Software ist in der Programmiersprache Elixir mit Phoenix geschrieben, einem leichten Framework, das Elixir nutzt.
Die Benutzeroberfläche ist mit dem Vue.js-Framework erstellt.
Mobilizon ist keine riesige Plattform, sondern eine Vielzahl miteinander verbundener Mobilizon-Websites, sogenannte Instanzen, die dank des ActivityPub-Protokolls, einem aktuellen W3C-Standard, miteinander kommunizieren können. Dies ermöglicht auch die Interaktion mit anderer Software, aus der das Fediversum besteht, wie Mastodon und PeerTube.